# Chicago, Milwaukee and Puget Sound Railway
Le Chicago, Milwaukee and Puget Sound Railway (AAR: CM&PS) était un éphémère chemin de fer américain de classe I qui fut créé en 1906 par le Chicago, Milwaukee and St. Paul Railway (alias Milwaukee Road) afin de relier son réseau du Midwest à la côte nord Pacifique, grâce à une nouvelle ligne baptisée Pacific Coast Extension, préalablement étudiée de 1901 à 1906. 

## Histoire
Le contrat pour une grande partie de cette route fut attribuée à Horace Chapin Henry de Seattle. La construction débuta en 1906 et fut achevée en 1909. La route choisie avait 29 km de moins que celle du Northern Pacific Railroad (son concurrent le plus direct) et ses rampes étaient meilleures. C'était une route coûteuse, et bien qu'il reçut l'octroi de quelques terres, il dut acheter la plupart des terrains ou acquérir des chemins de fer plus petits. De plus il dut traverser cinq chaînes de montagnes (Belts, Rockies, Bitterroot Range, Saddles, et Cascade Range) nécessitant d'importants travaux de génie civil ainsi que la mobilisation de nombreuses locomotives. L'achèvement de 3 680 km de voie en seulement 3 ans était une prouesse majeure. Certains historiens s'interrogent sur le choix de la route puisqu'elle évitait des zones de population et qu'elle traversait des régions à faible potentiel de trafic. La majeure partie de la ligne était parallèle à celle du Northern Pacific Railroad. C'était principalement une route de long parcours. Le Milwaukee fusionna sa filiale dès 1912.
Le Chicago, Milwaukee and St Paul fut réorganisé en Chicago, Milwaukee, St. Paul and Pacific Railroad en janvier 1928, et adopta officiellement son surnom de Milwaukee Road.
Le Milwaukee Road fit faillite en 1935 et resta en redressement judiciaire jusqu'au 1er décembre 1945.
Le Milwaukee Road fit banqueroute pour la troisième fois le 19 décembre 1977. La banqueroute eut pour conséquences l'abandon complet de la Pacific Coast Extension (traversant le Montana, l'Idaho et l'État de Washington) en 1980, et la restructuration du Milwaukee en un simple petit réseau régional du Midwest. Le Milwaukee fut racheté par le Soo Line Railroad (filiale du Canadian Pacific Railway) le 21 février 1985, et il cessa d'exister le 1er janvier 1986.

## Train de voyageurs
- The Olympian